# Renato Castiglioni
Renato Castiglioni (Verona, 20 ottobre 1903 – ...) è stato un calciatore italiano, di ruolo difensore.

## Carriera
A partire dalla stagione 1922-1923 disputa con il Verona sette campionati di massima serie (Prima Divisione e successivamente Divisione Nazionale) per un totale di 65 presenze.